# Phrygionis sestertiana
Phrygionis sestertiana är en fjärilsart som beskrevs av Louis Beethoven Prout 1933. Phrygionis sestertiana ingår i släktet Phrygionis och familjen mätare. Inga underarter finns listade i Catalogue of Life.